# نیکلاس پیترولا
نیکلاس پیترولا (انگلیسی: Nicolas Pietrula؛ زادهٔ ۵ اوت ۱۹۹۵) دوچرخه‌سوار اهل جمهوری چک است.